# Voices from the FIFA World Cup
A 2006-os labdarúgó-világbajnokság hivatalos zenei albuma (Voices from the FIFA World Cup) különböző előadókkal készült a Németország által rendezett 2006-os labdarúgó-világbajnokság hivatalos albumaként.

## Az album dalai
CD 1
1. "The Time of Our Lives" - Il Divo and Toni Braxton
2. "Hips Don't Lie" (Bamboo) (2006 Fifa World Cup Mix) - Shakira feat. Wyclef Jean
3. "Your Song" -  Elton John
4. "Thank You" -  Dido
5. "Woman in Love" -  Barbra Streisand
6. "Because Of You" -  Kelly Clarkson
7. "Truly Madly Deeply" -  Savage Garden
8. "Why" -  Annie Lennox
9. "Just the Way You Are" -  Billy Joel
10. "Hero" -  Mariah Carey
11. "I'll Stand By You" - The Pretenders
12. "Reach" - Gloria Estefan

CD 2
1. "Will You Be There - Michael Jackson
2. "Free Your Mind - En Vogue
3. "By Your Side" -  Sade
4. "I Believe In You" -  Il Divo and Celine Dion
5. "Bridge Over Troubled Water" -  Simon & Garfunkel
6. "Un-Break My Heart" -  Toni Braxton
7. "Ev'ry Time We Say Goodbye" -  Rod Stewart
8. "Bad Day" -  Daniel Powter
9. "Wind Beneath My Wings - Bette Midler
10. "One Moment in Time" -  Whitney Houston
11. "Always on My Mind" -  Elvis Presley
12. "Celebrate The Day (Zeit, Dass Sich Was Dreht) Fifa World Cup 2006 Anthem" -  Herbert Grönemeyer and Amadou et Mariam

## Slágerlistás helyezések
| Ország      | Státusz | Helyezés |
| Németország |         | #1       |
| Svájc       |         | #8       |
| Norvégia    |         | #16      |
| Ausztria    |         | #24      |

## Lásd még
- A labdarúgó-világbajnokságok hivatalos dalai

## Fordítás
- Ez a szócikk részben vagy egészben  a   Voices from the FIFA World Cup című angol Wikipédia-szócikk fordításán alapul.  Az eredeti cikk szerkesztőit annak laptörténete sorolja fel. Ez a jelzés csupán a megfogalmazás eredetét és a szerzői jogokat jelzi, nem szolgál a cikkben szereplő információk forrásmegjelöléseként.